# Punta della Dogana

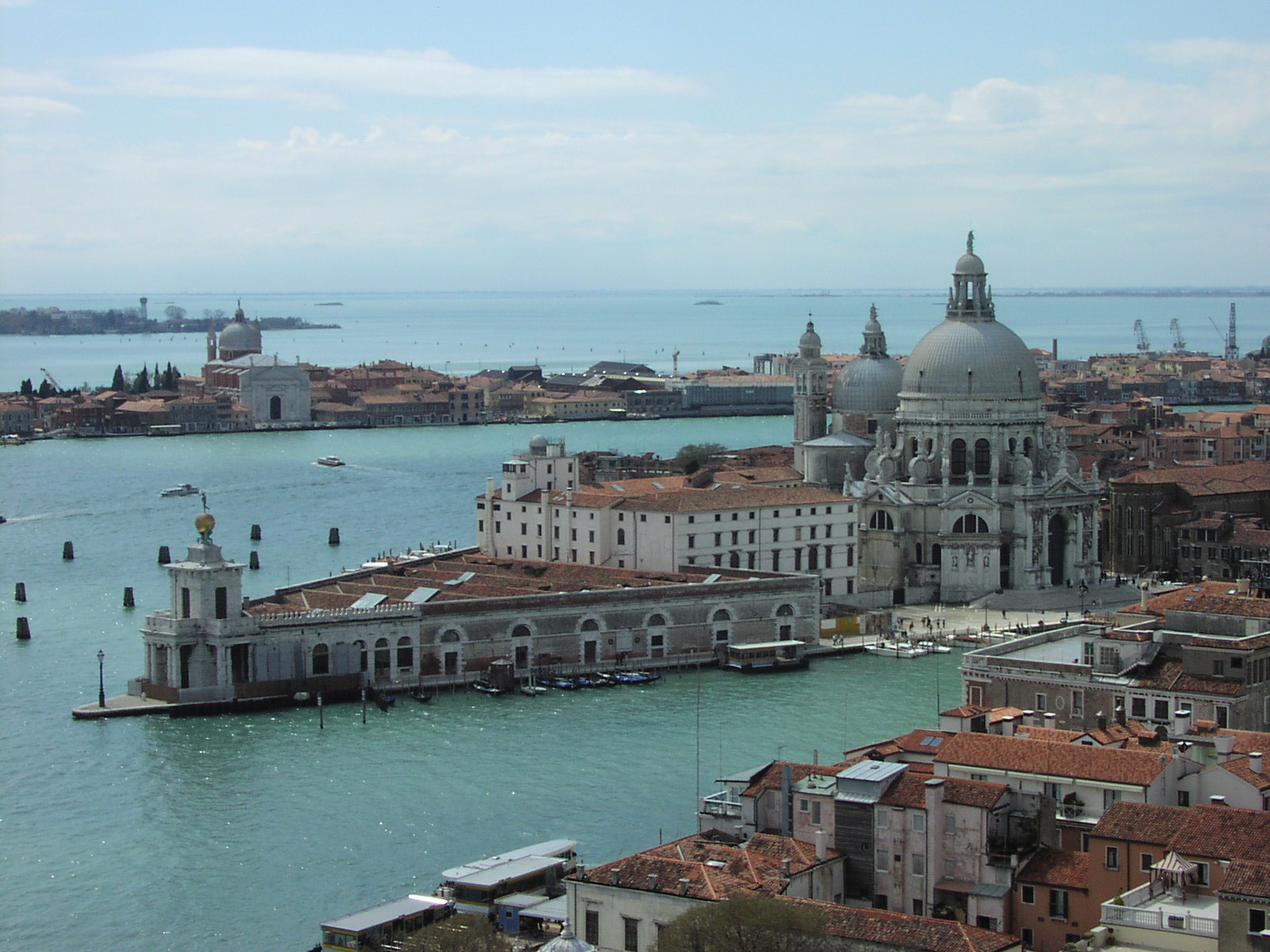
Punta della Dogana

La Punta della Dogana o Punta della Salute o Punta da Màr è una zona di Venezia, sottile punta triangolare di divisione tra il Canal Grande e il Canale della Giudecca, prospiciente il Bacino San Marco.
La zona, parte del sestiere Dorsoduro, ospita tre importanti complessi architettonici (Basilica di Santa Maria della Salute, il palazzo del seminario patriarcale e il complesso della Dogana da Mar (sede storica ma attualmente non operativa dell'Agenzia delle Dogane e dei Monopoli), da cui l'area prende il nome) e la principale stazione di rilevamento mareografico della laguna di Venezia, da cui deriva il termine "Zero Mareografico Punta Salute" - ZMPS.

## Complessi architettonici

### Basilica di Santa Maria della Salute
Santa Maria della Salute (conosciuta anche come chiesa della Salute o semplicemente La Salute) è una basilica votiva in stile barocco veneziano, progettata da Baldassare Longhena. Come avvenne per le chiese del Redentore e di San Rocco, la basilica venne realizzata in segno di ringraziamento alla Madonna da parte dei veneziani per la liberazione dalla peste che tra il 1630 e il 1631 decimò la popolazione. Si caratterizza per la pianta interna ottogonale e per la grande cupola che domina il tratto terminale del Canal Grande e si affaccia verso San Marco.

### Dogana da Mar

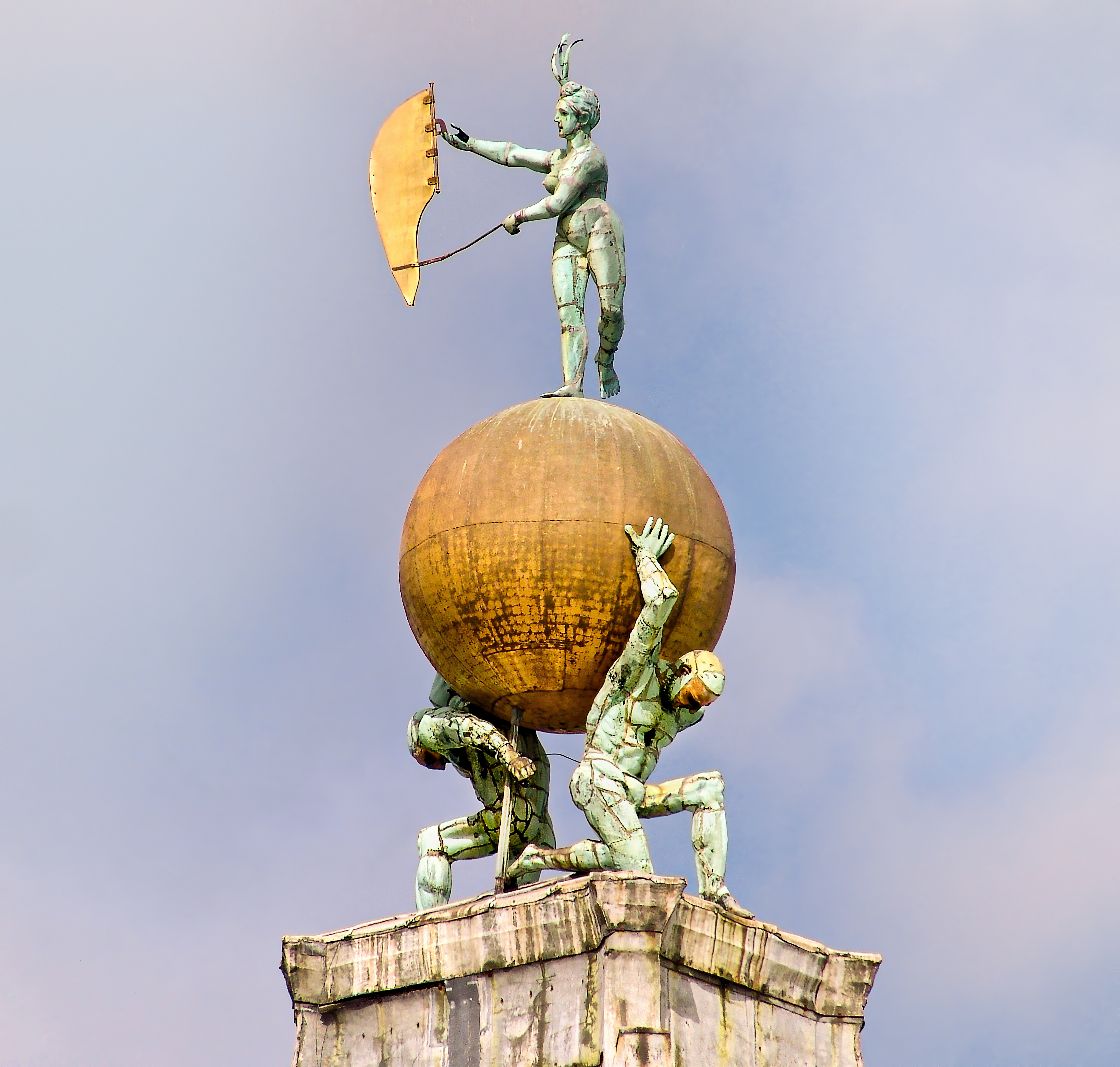
Scultura sulla Dogana da Mar

L'edificio seicentesco, opera dell'architetto e ingegnere Giuseppe Benoni, è a pianta triangolare, costituito da 8 campate sviluppate su due piani ed è coronato da una torre sovrastata dalla palla d'oro, sfera in bronzo dorato sostenuta da due atlanti, a raffigurare il mondo su cui poggia la statua detta "Occasio". Tale statua, opera dello scultore Bernardo Falconi, rappresenta la Fortuna, rotante a indicare la direzione del vento e, simbolicamente, la mutevolezza della fortuna stessa.
Ai tempi della Repubblica di Venezia il complesso, per la sua posizione centrale tra il Bacino di San Marco e l'imbocco del Canal Grande e del Canale della Giudecca, veniva utilizzato come sede doganale per le merci e i beni oggetto del commercio navale.
Importanti lavori di restauro, dal gennaio 2008 al marzo 2009, hanno consentito la realizzazione all'interno del complesso della Dogana da mar di un centro d'arte contemporanea collegato a Palazzo Grassi, ideato dall'architetto minimalista giapponese Tadao Andō, coadiuvato da un gruppo di professionisti italiani, su commissione del magnate della moda francese François Pinault, proprietario di Palazzo Grassi e collezionista d'arte contemporanea.
L'edificio ha subito un consolidamento statico e sono state realizzate, tra l'altro, le opere necessarie alla protezione dalle acque alte e alla fruibilità da parte di persone a ridotta capacità motoria; sono stati installati impianti meccanici ed elettrici adeguati alla conservazione ed alla protezione delle opere d'arte che vi sono esposte.
L’esterno è stato restaurato senza aggiunte ed è l’unica parte della struttura originale rimasta intatta. Le imperfezioni cosmetiche e gli stucchi sono stati riparati e le aree danneggiate sono state rinforzate con ancore in acciaio inossidabile, ma sono state lasciate esposte con mattoni visibili. Gli interni sono stati lasciati nudi senza trattamento superficiale, i mattoni sono stati sostituiti con parsimonia. Le pareti divisorie degli ultimi due secoli sono state sostituite da sale parallele e rettangolari. Il tetto è stato sostituito da un tetto simile con timpani in legno, con lucernari aggiunti. I nuovi pavimenti sono fatti di cemento esposto e levigato, in alcuni punti di linoleum. Questa combinazione “simboleggia l’unione di passato, presente e futuro”.
La "firma" dell'architetto giapponese è rappresentata da alcune pareti in calcestruzzo a vista, tipiche della sua opera, che sono servite in parte per mascherare le apparecchiature tecnologiche necessarie a un moderno centro espositivo, ed in parte per realizzare, proprio al centro dell'edificio, un grande locale quadrato.
Il progetto in principio prevedeva anche la realizzazione, in Campo della Salute, di una coppia di colonne di cemento a sezione quadrata; la proposta, dopo molte polemiche, è stata abbandonata a causa delle numerose linee dei sottoservizi pubblici presenti in quella zona.

## Stazione mareografica "Punta della Salute"

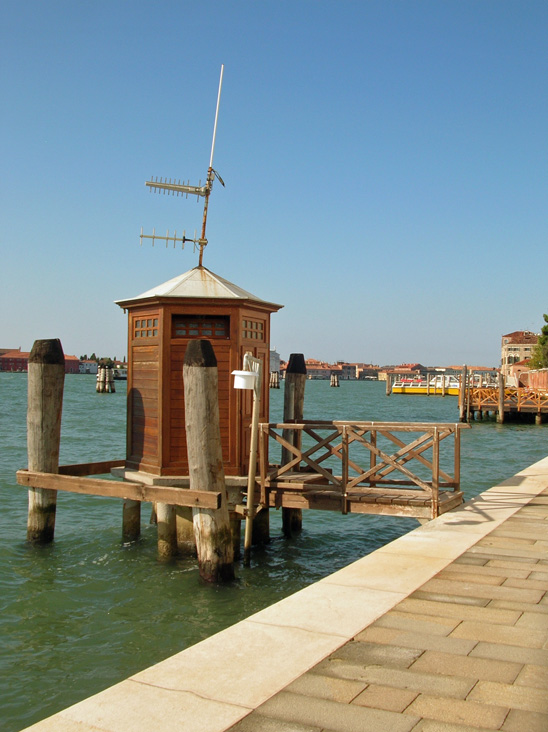
Stazione di rilevamento mareografico di Punta della Salute (lato Canale della Giudecca)

La stazione per le osservazioni mareografiche detta di "Punta della Salute" viene istituita nel 1923 (le rilevazioni scientifiche del livello mareale in Venezia erano invece iniziate nel 1872, quando venne installato il primo mareografo nei pressi di Palazzo Loredan), è parte della rete mareografica della laguna di Venezia (RMLV), e viene comunemente presa a riferimento per i livelli di marea nell'area lagunare, sia in relazione alle misure che alle previsioni; è composta da due differenti centraline, una posta sul lato Canal Grande, e l'altra sul lato Canale della Giudecca. Caratteristica importante di tali rilevazioni è che lo zero mareografico cui si riferiscono differisce da quello normalmente usato per misurare il livello del mare (che per Venezia viene misurato fuori dalle bocche di porto della laguna), prendendo a caposaldo il medesimo riferimento fisico dalla fine dell'800, pur se nel frattempo il terreno su cui poggia Venezia si è abbassato; tali misurazioni sono infatti indicate riferite a "ZMPS" (Zero Mareografico Punta della salute) o a "Rete Altimetrica dello Stato 1897".
Convenzionalmente lo zero mareografico di Punta della Salute corrisponde a -23,56 cm s.l.m. (differenza rilevata nel 1968), pur se negli ultimi decenni c'è stato un ulteriore aumento del livello medio del mare in Venezia, eustatismo dovuto in parte ai cambiamenti climatici (che per la conformità dell'alto Adriatico incidono notevolmente sulle acque alte di Venezia), e in parte all'aumento della subsidenza dell'area lagunare (già nel 1994 uno studio rilevò mutata a -34 cm s.l.m. la differenza tra lo zero mareografico di Punta della Salute e lo zero del mareografo nazionale dell'Istituto idrografico della Marina di Genova).

## Galleria d'immagini

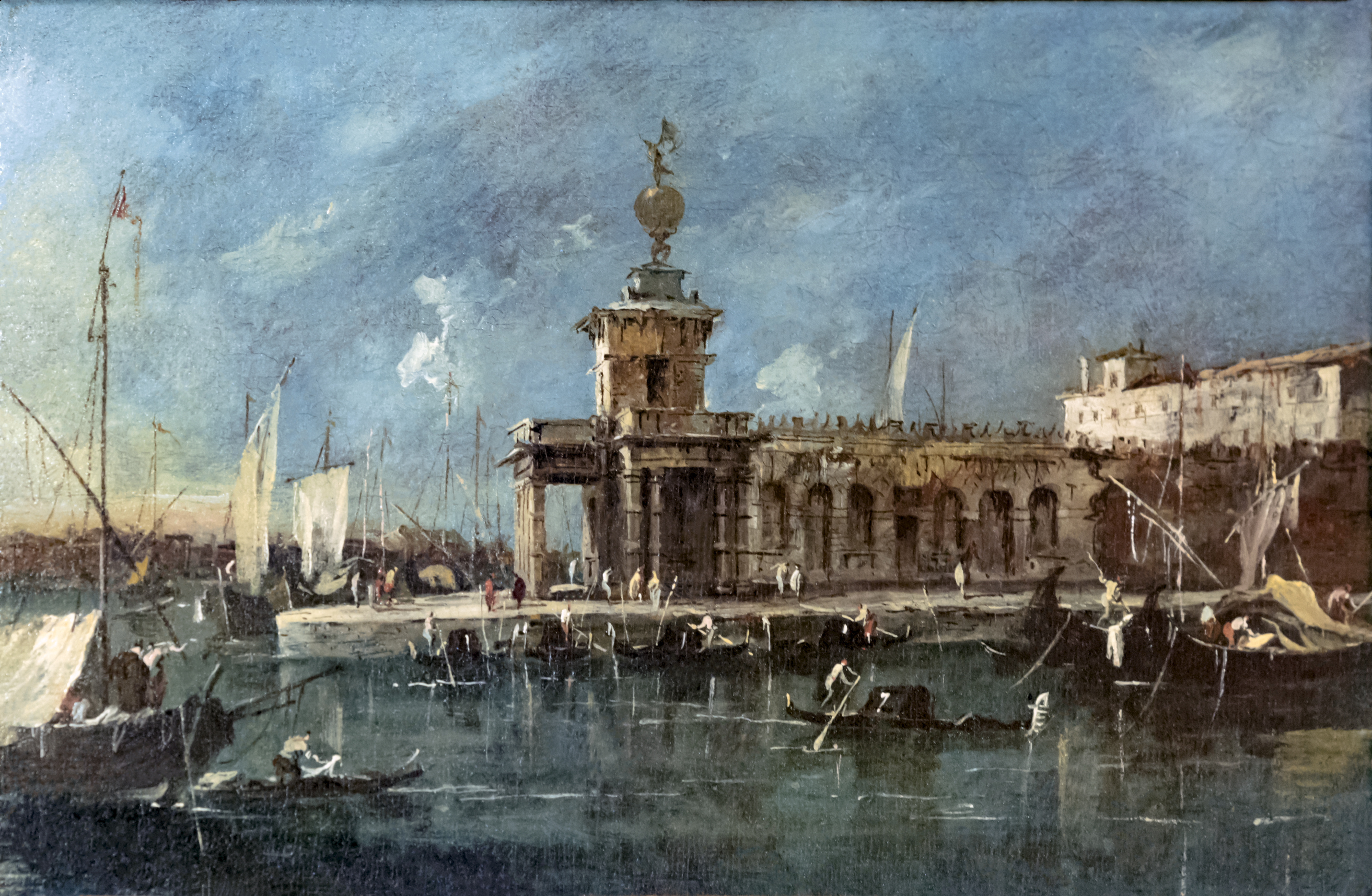
Francesco Guardi, olio su tela, 1765 Fondation Bemberg
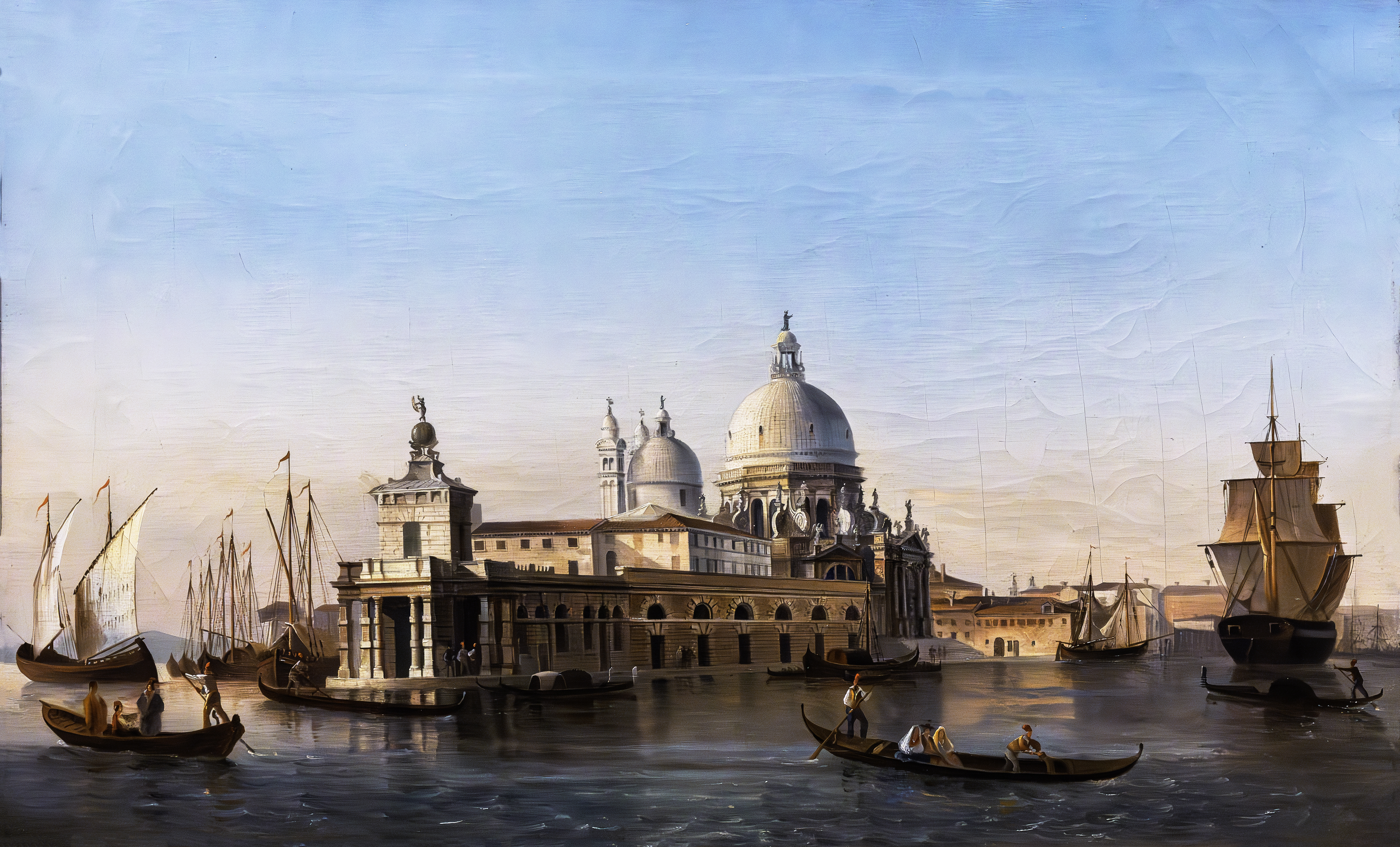
Giovanni Melan, olio su tela, 1825 Treviso
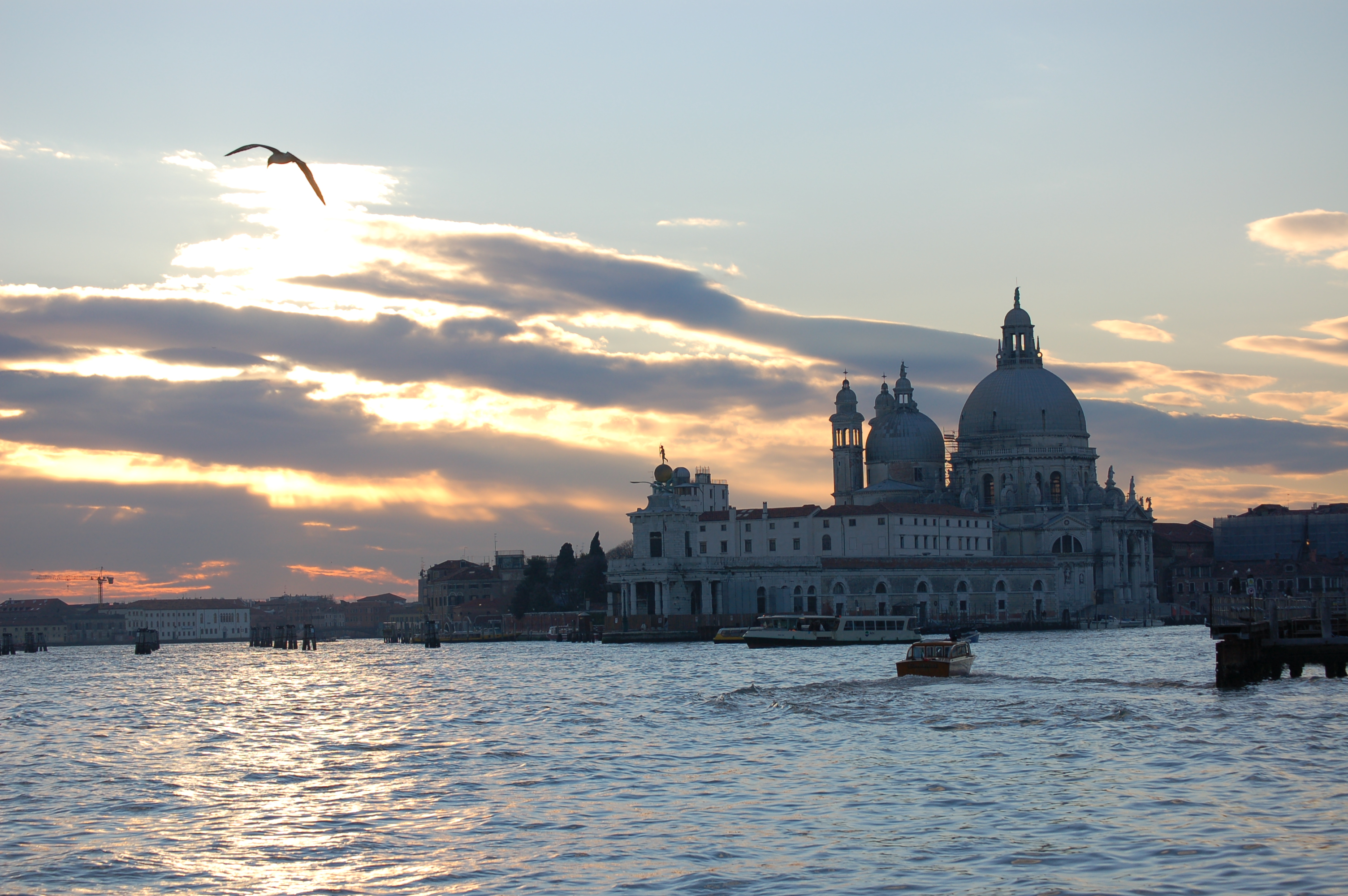
Punta della dogana e Basilica della Salute